# Ерсіг
Ерсіг (рум. Ersig) — село у повіті Караш-Северін в Румунії. Входить до складу комуни Вермеш.
Село розташоване на відстані 371 км на захід від Бухареста, 30 км на північний захід від Решиці, 42 км на південний схід від Тімішоари.

## Населення
За даними перепису населення 2002 року у селі проживали 308 осіб.
Національний склад населення села:
| Національність | Кількість осіб | Відсоток |
| -------------- | -------------- | -------- |
| румуни         | 234            | 76,0%    |
| цигани         | 38             | 12,3%    |
| угорці         | 32             | 10,4%    |

Рідною мовою назвали:
| Мова      | Кількість осіб | Відсоток |
| --------- | -------------- | -------- |
| румунська | 276            | 89,6%    |
| угорська  | 30             | 9,7%     |